# 콜린 벨 (1946년생 축구인)
콜린 벨(영어: Colin Bell, 1946년 2월 26일 ~ 2021년 1월 5일)은 잉글랜드의 전직 축구 선수로 선수 시절 포지션은 미드필더였다. 맨체스터 시티의 주전 선수로 활동하던 동안에는 "키팩스의 왕"(맨체스터 시티의 옛 홈 구장인 메인 로드에 존재했던 키팩스 스트리트 스탠드에서 유래된 별칭), "니진스키"(경주마 니진스키 II에서 유래된 별칭)라는 별칭으로 부르기도 했다.

## 클럽 경력
1963년에 풋볼 리그 2부에 소속되어 있던 축구 클럽인 베리에 합류하면서 데뷔했으며 리그 82경기에 출전하여 25골을 기록했다. 1966년에는 47,500 파운드의 이적료와 함께 조 머서가 감독을 맡고 있던 맨체스터 시티로 이적했고 1965-66 풋볼 리그 2부 시즌에서 맨체스터 시티의 우승과 풋볼 리그 1부 승격에 기여했다. 맨체스터 시티에서 주전 선수로 활동하던 동안에는 프랜시스 리, 마이크 서머비와 함께 맨체스터 시티의 공격 트리오를 형성했다.
1966-67 풋볼 리그 1부 시즌에서는 14골을 기록하면서 팀 내 최다 득점자에 올랐는데 맨체스터 시티는 해당 시즌에서 15위를 기록했다. 특히 1968년 4월에 열린 스토크 시티와의 홈 경기에서 해트트릭을 기록하여 맨체스터 시티의 3-1 승리에 기여했다. 1967-68 풋볼 리그 1부 시즌에서는 14골을 기록하면서 맨체스터 시티의 리그 우승에 기여했으며 경기 지배 능력, 패스 능력에서 높은 평가를 받았다. 특히 토트넘 홋스퍼와의 홈 경기에서는 경기장에 눈이 내리는 상황 속에서도 맨체스터 시티의 4-1 승리에 기여했다.
맨체스터 시티는 1968-69 풋볼 리그 1부 시즌에서 13위를 기록했으나 FA컵 시즌 결승전에서 레스터 시티에 1-0 승리를 기록하면서 우승을 차지했다. 맨체스터 시티는 1969-70 풋볼 리그컵 시즌 결승전에서 웨스트브로미치 앨비언을 2-1로 누르고 우승을 차지했고 UEFA 컵위너스컵 시즌 결승전에서 구르니크 자브제를 2-1로 누르고 우승을 차지했다. 1973-74 풋볼 리그컵 시즌에서는 맨체스터 시티의 결승전 진출에 기여했으나 맨체스터 시티는 울버햄프턴 원더러스에 1-2 패배를 기록하면서 준우승을 차지했다.
1974-75 풋볼 리그 1부 시즌에서 15골을 기록하여 PFA 풋볼 리그 1부 올해의 팀에 선정되는 영예를 안았다. 하지만 1975년 11월 12일에 열린 맨체스터 유나이티드와의 리그컵 경기 도중에 일어난 마틴 버컨과의 충돌로 인하여 오른쪽 무릎을 다치면서 2년 동안 경기에 출전하지 못했다. 1977-78 풋볼 리그 1부 시즌에 열린 뉴캐슬 유나이티드와의 경기에 출전하면서 복귀했고 1978-79 풋볼 리그 1부 시즌을 끝으로 맨체스터 시티를 떠났다. 1980년에 미국 북미 사커 리그 소속 축구 클럽이었던 새너제이 어스퀘이크스로 이적하여 5경기에 출전한 이후에 은퇴했다.
1998년에는 풋볼 리그 전설 100인에 이름을 올렸다. 2004년 2월에는 맨체스터 시티가 메인 로드를 대신하여 새로 사용한 홈 구장인 시티 오브 맨체스터 스타디움의 서쪽 스탠드 이름을 콜린 벨 스탠드로 명명했으며 같은 해에 영국 왕실로부터 대영 제국 훈장을 받았다. 2004년에는 맨체스터 시티 명예의 전당에 헌정되었고 2005년에는 잉글랜드 축구 명예의 전당에 헌정되는 영예를 안았다.

## 국가대표 경력
1968년 5월 22일에 잉글랜드 런던에서 열린 스웨덴과의 친선 경기에 처음 출전하면서 잉글랜드 축구 국가대표팀 선수로 데뷔했으며 잉글랜드는 스웨덴에 3-1 승리를 기록했다. 이탈리아에서 개최된 UEFA 유로 1968에 참가했는데 잉글랜드는 해당 대회에서 3위를 차지했다.
1968-69 브리티시 홈 챔피언십에서 잉글랜드의 우승에 기여했으며 1969년 6월 8일에 우루과이 몬테비데오에서 열린 우루과이와의 친선 경기에 출전하여 잉글랜드의 2-1 승리에 기여했다. 1969년 6월 12일에 브라질 리우데자네이루에서 열린 브라질과의 친선 경기에서 자신의 국가대표팀 1번째 골을 기록했으나 잉글랜드는 브라질에 1-2 패배를 기록했다. 1969년 11월 5일에 네덜란드 암스테르담에서 열린 네덜란드와의 친선 경기에서는 자신의 국가대표팀 2번째 골을 기록하여 잉글랜드의 1-0 승리에 기여했다.
1969-70 브리티시 홈 챔피언십에서는 잉글랜드가 웨일스, 스코틀랜드와 함께 공동 우승을 차지하는 데에 기여했다. 멕시코에서 개최된 1970년 FIFA 월드컵에서는 브라질과의 조별 예선 경기에서 교체 출전했고 체코슬로바키아와의 조별 예선 경기에서 선발 출전했다. 서독과의 8강전 경기에서는 후반전 25분에 보비 찰턴과 교체되어 출전했다. 잉글랜드는 서독에 2-0으로 앞서 나갔으나 연장전까지 가는 혈투 끝에 2-3 역전패를 기록하면서 탈락했다.
1971-72, 1973-74 브리티시 홈 챔피언십 시즌에서는 잉글랜드가 스코틀랜드와 함께 공동 우승을 차지하는 데에 기여했으며 1972-73, 1974-75 브리티시 홈 챔피언십 시즌에서는 잉글랜드의 단독 우승에 기여했다. 하지만 잉글랜드가 UEFA 유로 1972, 1974년 FIFA 월드컵 본선 진출에 실패했기 때문에 국가대표팀에서는 큰 두각을 드러나지는 못했다. 1975년 3월 12일에 잉글랜드 런던에서 열린 서독과의 친선 경기를 끝으로 국가대표팀에서 은퇴했는데 잉글랜드는 서독에 2-0 승리를 기록했다.

## 수상

### 클럽
- 풋볼 리그 1부 1회 우승 (1967-68)
- 풋볼 리그 2부 1회 우승 (1965-66)
- FA컵 1회 우승 (1968-69)
- 풋볼 리그컵 2회 우승 (1969-70), (1975-76)
- UEFA 컵위너스컵 1회 우승 (1969-70)
- FA 커뮤니티 실드 2회 우승 (1968), (1972)

### 국가대표
- 브리티시 홈 챔피언십 6회 우승 (1968-69, 1969-70 (웨일스, 스코틀랜드와 함께 공동 우승), 1971-72 (스코틀랜드와 함께 공동 우승), 1972-73, 1973-74 (스코틀랜드와 함께 공동 우승), 1974-75)

### 개인
- 1968년 맨체스터 시티 올해의 선수 선정
- 1974-75 시즌 PFA 풋볼 리그 1부 올해의 팀 선정
- 1998년 선정 풋볼 리그 전설 100인 선정
- 2004년 맨체스터 시티 명예의 전당 헌정
- 2005년 잉글랜드 축구 명예의 전당 헌정